# Santuario di Artemide Brauronia
Il santuario di Artemide Brauronia o Brauroneion (greco Βραυρώνιον) era un santuario che sorgeva nell'Acropoli di Atene, nell'angolo sud-occidentale del pianoro dell'Acropoli, tra la Calcoteca e i Propilei. Fu originariamente dedicato durante il regno di Pisistrato. Artemide Brauronia, divinità protettrice delle donne in gravidanza e del parto, aveva il suo santuario principale a Braurone, un demo sulla costa orientale dell'Attica, area di provenienza dello stesso Pisistrato.
Dal Brauroneion ateniese ogni quattro anni partiva una processione durante la festività detta Arkteia che percorreva i 24,5 km di distanza col santuario principale.
Il santuario sull'Acropoli era di insolita forma trapezoidale e non conteneva un tempio formale: la sua funzione era assolta da un portico o stoà. La stoà misurava circa 38 per 6,8 metri; si ergeva davanti alla parete sud dell'Acropoli, affacciata a nord. Agli angoli vi erano due ali laterali come avancorpi, ciascuna di circa 9,3 m di lunghezza, quella occidentale rivolta verso est e viceversa. A nord dell'ala orientale c'era un'altra corta stoà rivolta a occidente. Tutta la parte occidentale del santuario, oggi perduto, sorgeva sui resti del muro di fortificazione miceneo. Tutto ciò che rimane del paramento orientale sono fondazioni di pareti scavate nella roccia così come pochissimi elementi architettonici in calcare.
Una delle ali conteneva la statua di culto in legno (xoanon) della dea. Le donne che chiedevano l'intercessione di Artemide abitualmente portavano in offerta capi di abbigliamento che venivano drappeggiati attorno alla statua. Nel 346 a.C. venne eretta una seconda statua di culto che, secondo Pausania, era opera di Prassitele. La testa di questa statua è esposta al Museo dell'Acropoli.
L'ingresso al piccolo recinto sacro, vicino al suo angolo nord-est, è ancora segnato da sette gradini scavati nella roccia. Essi, e il loro recinto settentrionale, probabilmente erano stati eretti da Mnesicle durante la costruzione del Propilei. La datazione del complesso nella sua forma finale è incerta ma si presume attorno al 430 a.C., analogamente ai Propilei adiacenti.